# Улаш Тюмер
Улаш Тюмер (30 квітня 2002 , Геліболу, Чанаккале ) — турецький лучник, бронзовий призер Олімпійських ігор 2024 року.

## Виступи на Олімпіадах
| Олімпіада  | Дисципліна             | Місце |
| ---------- | ---------------------- | ----- |
| Париж 2024 | індивідуальна першість | 9     |
| Париж 2024 | командна першість      | 3     |

## Зовнішні посилання
- Улаш Тюмер на сайті World Archery (англійська)
- Улаш Тюмер на сайті Olympics.com (англійська)